# Jean Reynaud

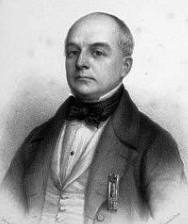
Jean Reynaud

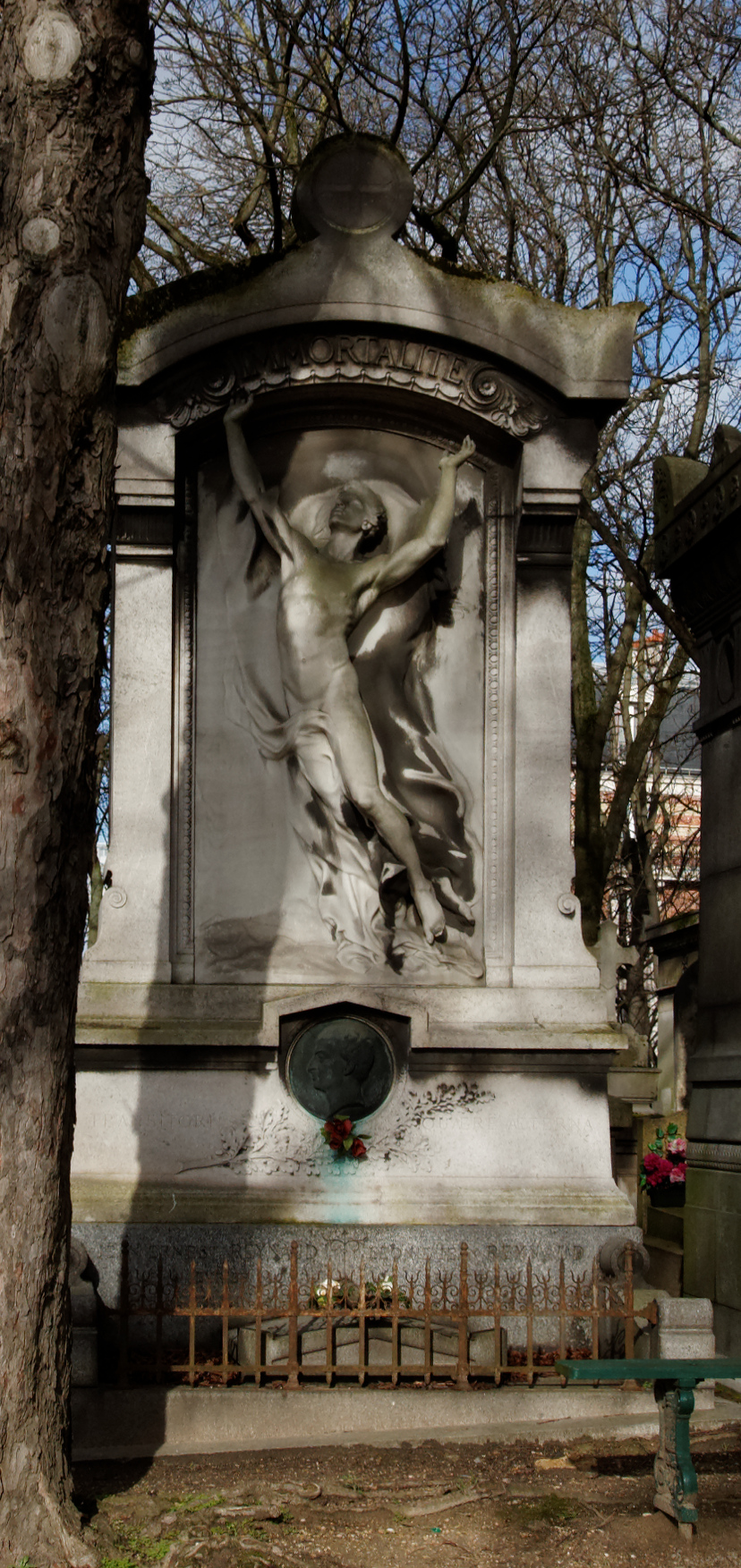
Tumba en el cementerio de Père-Lachaise.

Jean Reynaud (Lyon, 14 de febrero de 1806 – París, 28 de julio de 1863) fue un ingeniero de minas y pensador francés que formó parte del movimiento sansimoniano.

## Pensamiento
Se adhirió al movimiento sansimoniano y formó parte de su núcleo dirigente, llamado «jerarquía de los productores», que integraban los tres jefes del mismo, Barthélemy Prosper Enfantin, Saint-Amand Bazard y Olinde Rodrigues, y otros destacados miembros del grupo, como Henri Forunel, Abel Transon, Charles Chevalier, Philippe Buchez y Pierre Leroux. Pero como estos dos últimos pronto se mostró muy crítico con la progresiva conversión del movimiento en una secta, aunque, a diferencia de su amigo Leroux, se mantuvo fiel a la enseñanza del «maestro» Henri de Saint-Simon.
En 1831 publicó Religion saint-simonienne. Prédication sur la constituticon de la propiété, obra en la que se adelantó cincuenta años a la tesis sostenida por Engels, siguiendo a Lewis Morgan, en El origen de la familia, la propiedad privada y el Estado de que el nacimiento y extensión de la propiedad estaban estrechamente vinculados a la institución familiar, anterior a la formación del Estado.
En esa obra también denunció que los privilegios provenientes del nacimiento no habían sido completamente abolidos por la Revolución Francesa y siguiendo a su «maestro» enlazó religión y trabajo, al considerarlo como el mayor don que Dios había concedido a los hombres, y como la fuente de la riqueza, porque sin «los obreros» no habría ni «amos» ni «capitales», por lo que debía constituir la base de una nueva organización de la sociedad, en la que no tendrían cabida los «ociosos».

Es más digno vivir en la tierra del propio trabajo, que vivir en un ocio indolente entre los espléndidos jardines del Edén; Dios no dio al hombre manos capaces de trabajar para castigarlo, sino para que tuviera la gloria de procurarse y crear por sí mismo los goces materiales, de los que el mundo es fuente inagotable.